# Ulica Powstańców Śląskich w Zakopanem
Ulica Powstańców Śląskich (dawniej Droga Junaków) – jedna z najmłodszych ulic w Zakopanem. Biegnie od ronda na skrzyżowaniu ulic Nowotarskiej i Jana Pawła II do administracyjnej granicy Zakopanego z Kościeliskiem.

## Historia
Budowę ulicy rozpoczęto w 1938 r. w miejscu dawnego traktu z Zakopanego do Kościeliska. Pracowali przy niej ochotnicy 10. Batalionu Junackich Hufców Pracy. W 1976 r. otwarto pierwszy pas drogi od ul. Nowotarskiej do hotelu Kasprowy. Drugi, południowy pas kończący się na skrzyżowaniu z ul. Ubocz oddano do użytku w 1978 r. Rok później ulica otrzymała obecną nazwę. Od 2014 r. ulica znowu jest jednopasowa.
W 2021 r. przy skrzyżowaniu z ul. Gładkie odsłonięto Pomnik Powstańców Śląskich, upamiętniający ochotników z Zakopanego i Podhala walczących w III powstaniu śląskim w baterii artylerii pod dowództwem por. Jerzego Lgockiego.

## Przebieg
Obecnie ulica jest funkcjonalnie jednojezdniowa. Między ul. Nowotarską a ul. Gładkie droga prowadzi północną jezdnią przez estakadę. Południowa jezdnia na długości estakady została przekształcona w promenadę, a dalej do skrzyżowania z ul. Ubocz - w parking, przy którym zachowano jednokierunkowy pas ruchu.